# Komplementaritet
Den danske fysikern Niels Bohr myntade begreppet komplementaritet (inom kvantmekaniken) för att beskriva dubbelheten hos naturen, exempelvis att elektromagnetisk strålning (ljus) kan fungera både som partikel och våg, den så kallade våg-partikeldualiteten.
Komplementaritet är nära förknippat med Köpenhamnstolkningen av kvantmekaniken.